# بلبل
البلابل (المفرد: بلبل) (الاسم العلمي: Pycnonotidae) هي فصيلة من الطيور تتبع رتبة العصفوريات من طائفة الطيور. وهو طائر صغير أبيض الخدين منفرد وجميل ووسيم، يضرب به المثل في طلاقة اللسان وحُسنِ الصوت، عند تربيته في المنزل يضيف الانشراح والبهجة والسرور ويتصف بالفطنة والذكاء وحسن المعاشرة وسهولة التربية، ويتصف بالوفاء ويألف صاحبه بدرجة كبيرة ويطير. تنتشر البلابل بأنواعها المُختلفة في معظم أنحاء أفريقيا حتى الشرق الأوسط وآسيا وإندونيسيا وشمالًا حتى اليابان. وهناك أنواع منعزلة في الجزر الاستوائية في المحيط الهندي هُناك حوالي 130 نوعًا موزعة على 24 جنس.

## أجناس
- حنطوف
- البلبل الذهبي
- بلبل أصفر البطن

## بناء الأعشاش
تقوم البلابل ببناء أعشاشها فوق النخيل والأشجار، وتستعمل في ذلك مواد النخيل في بناء العش مثل ليف النخيل وأعواد الأشجار حيث تقوم البلابل، بلف مواد التعشيش ويكون عشها مُدور الشكل.

## التكاثر
تقوم البلابل بحركات غزلية جذابة جدًا، بتحريك أجنحتها بشكل بطيء لمده 10 إلى 30 ثانية تقريبًا مع نفش الريش ونزول الجسم إلى الأمام في اتجاه الأرض نوعًا ما مع فتح المنقار ويصدر خلالها صوتا خفيفا، وبعد التزاوج تقوم الإناث بوضع البيض وتكون عدد البيضات من 3-2 بيضة وتكون هذه البيضات مبرقشة أي مرشوشة، ومنقطة باللون البنفسجي والأسود ويتناوب الذكر والأنثى على حضن البيض بعد 15 يوم من الرقد يفقص البيض ويتناوب الذكر والأنثى على تربية الصغار وتعتمد الصغار على الأبوين إلى أن تخرج من العُش.

## الفرق بين الذكر والأنثى
كلا الجنسين مُتشابهين في الشكل فلا يمكن التفريق بينهما بسهوله، لذلك يتم معرفته عن طريق سلوكيات الطائر

## صفات البلبل الأبيض الخدين
الجسم رمادي وظهر الطائر يكون أسمر ورأس الطائر يكون أسود اللون ويكون منقار الطائر أسود مع شوارب سوداء والريش فوق الرأس يكون على شكل مثلث أو مقمبر وخد الطائر يكون أبيض والذيل أسود ونهاية الذيل أبيض اللون وأرجل الطائر رمادي غامق وطول الطائر من المنقار إلى الذيل 18 سم وتوجد أنواع كثيرة حوالي 173 نوع من البلابل تقريبا.

## كيفية بناء القفص

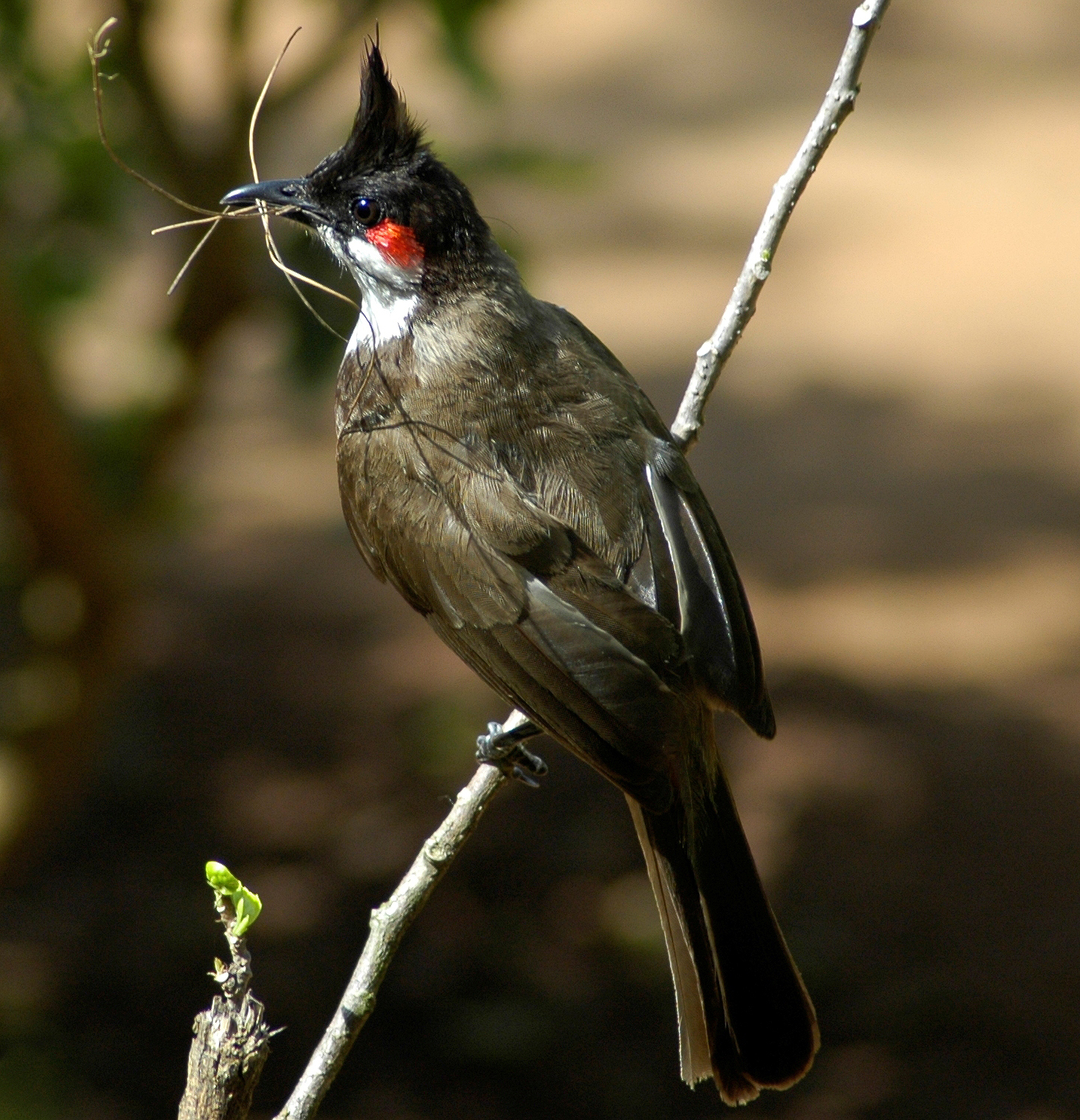
بلبل أحمر العجز

يجب بناء القفص الكبير فوق سطح المنزل لتأخذ الطيور راحتها في الطيران وبعيدا عن الإزعاج، ويجب توفير الأمان وهذا شرط من الشروط لنجاح تكاثر هذا النوع من الطيور، وعلى أن تكون بداية التربية بزوجين أو ثلاثة أزواج.
مقاييس القفص
- العرض=2.25 متر
- الطول=3 متر
- الارتفاع=2\1 متر

أساسيات وضع القفص
1. أن يوضع القفص مواجها للجهة الجنوبية للسماح بدخول الشمس إلى داخل القفص لتأخذ الطيور حمام شمسي يوميا.
2. تركيب أحسن أنواع الأشجار للعب الطيور عليها وبناء أعشاشها عليها.
3. توزيع العشوش في زوايا القفص حيث تكون مماثلة إلى عشوش الكناري ولكنها أكبر قليلا.
4. ضع على أرضية القفص مواد العشيش وهي عبارة عن ليف النخيل أو ألياف ثمرة جوز الهند أو سعوف النخيل فالبلابل ماهرة في بناء الأعشاش بنفسها.
5. أن يكون هنالك أواني مخصصة للأكل والشرب وأخرى للاستحمام المنتظم لأن البلابل تحب الإستحمام على أن يكون مرة واحدة في الشتاء ومرتين في الصيف وأن يكون نهار مشمس.
6. تخصيص إناء لوضع الرمل البحري فيه فهو مهم جدا للطيور.

## التغذية
البلابل تتغذى على الخضار والفواكه بأنواعها وخاصة التمر وذلك لكثرة ما بها من الفيتامينات والمعادن المهمة والضرورية وشرائح التفاح وقطع من البرتقال والعنب والجوافة والكمثري والباباي، وهي تتغذى على الحشرات لأخذ البروتين الكافي وخاصة أثناء فترة تربية الصغار.

## معرض الصور

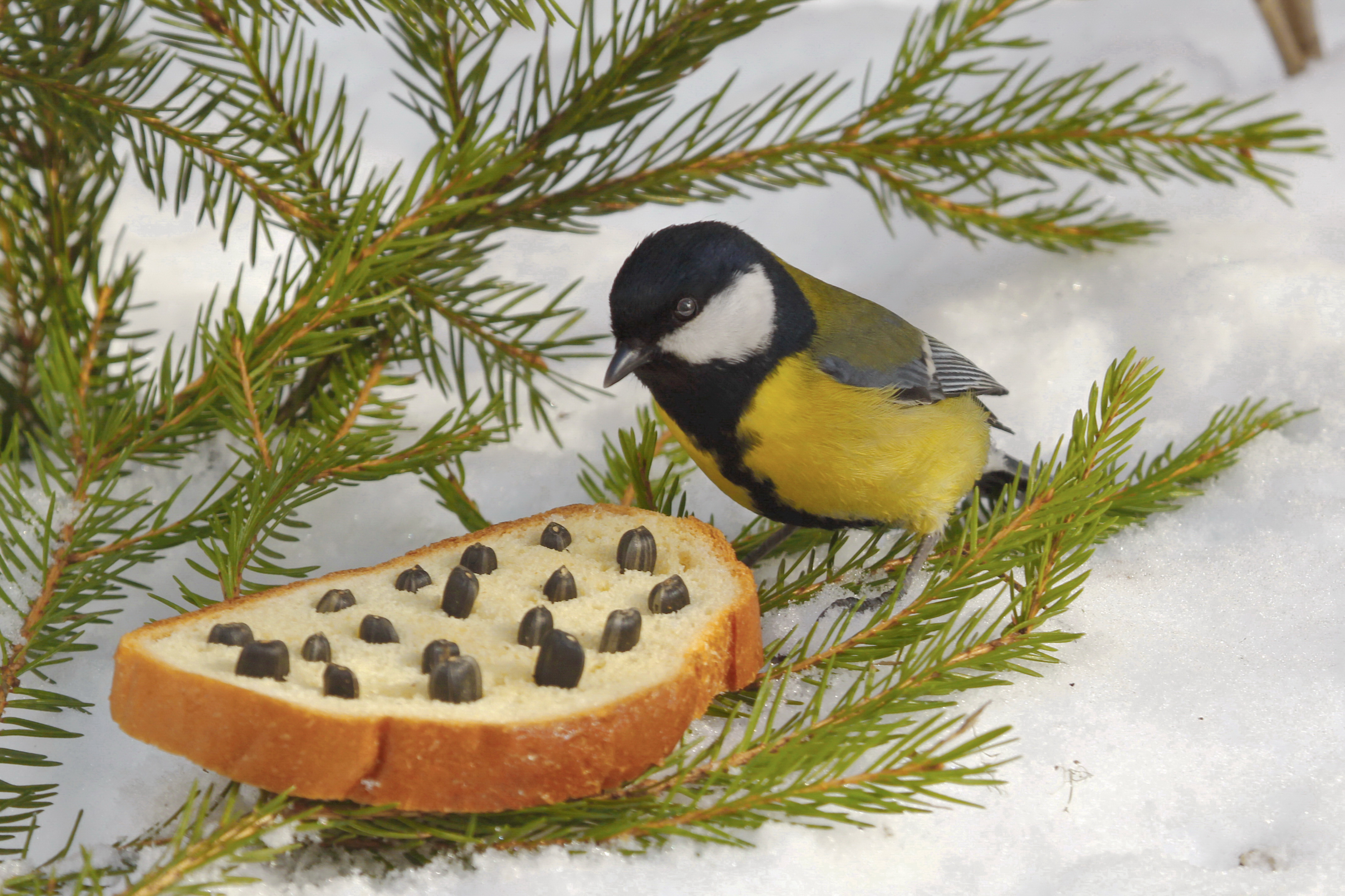